# Knovízský potok
Knovízský potok je potok ve středních Čechách na Kladensku v povodí dolní Vltavy. Na horním toku se nazývá Svatojiřský potok. Je 23,5 km dlouhý. Povodí má rozlohu 92,2 km². Průměrný průtok v ústí je 0,19 m³/s.

## Průběh toku

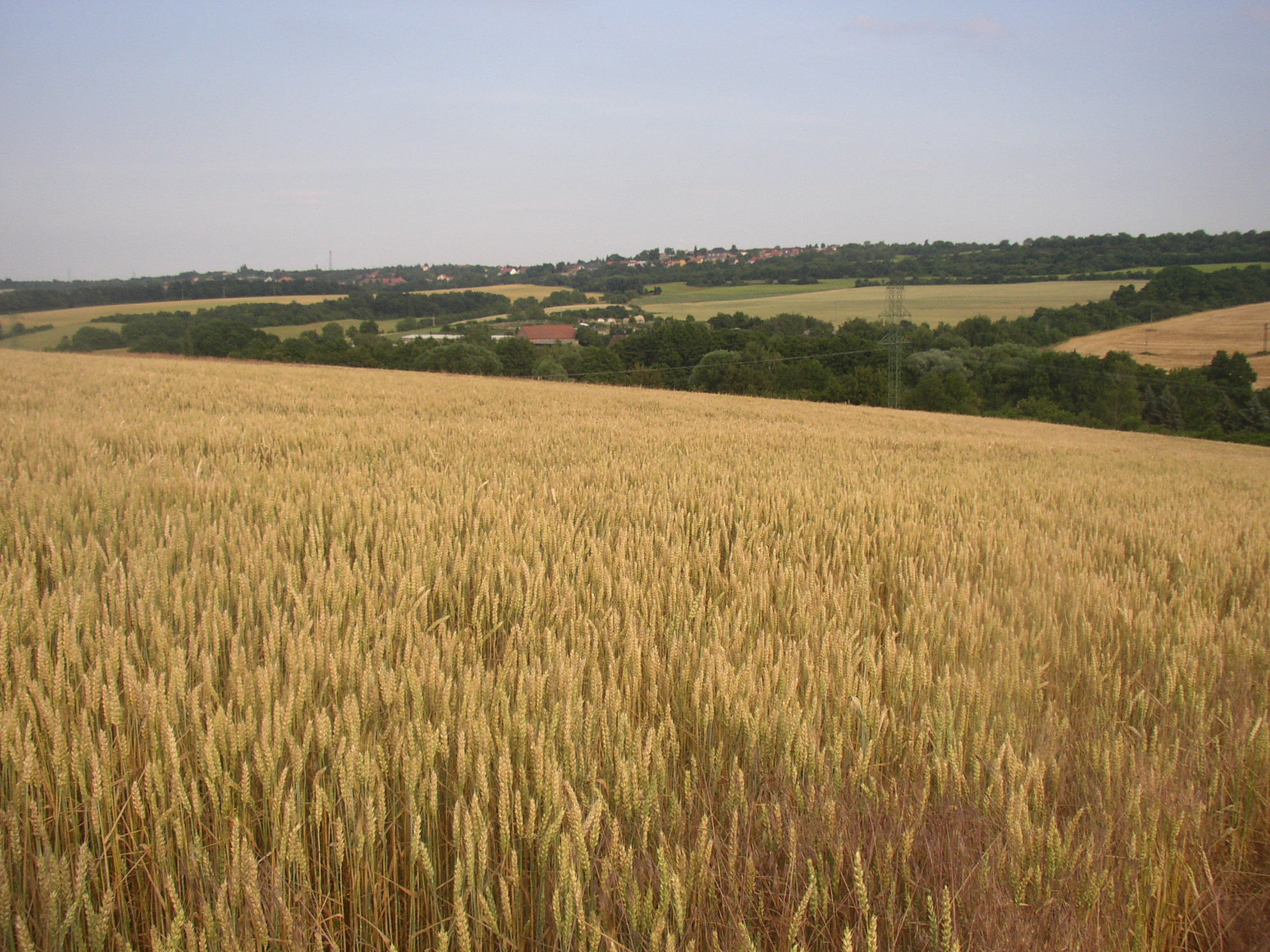
Údolí Knovízského potoka u Sak

Pramení v nadmořské výšce 385 metrů jihozápadně od Libušína pod hradištěm s kostelíkem sv. Jiří (odtud název horního toku). Vytváří široké, poměrně zahloubené údolí severovýchodního až východního směru. Protéká obcemi Třebichovice, Saky, Jemníky, Knovíz, Podlešín, Zvoleněves, Kamenný Most, Neuměřice, Olovnice, Zeměchy a ústí zleva do Zákolanského potoka v Kralupech nad Vltavou v nadmořské výšce 170 metrů. Menší rybníky se nacházejí u Zvoleněvsi a Zeměch.
V katastrálním území Podlešín je přemostěn památkově chráněným kamenným železničním Podlešínským viaduktem. Od Zvoleněvsi k okraji Kralup nad Vltavou jeho tok sleduje železniční trať Kralupy nad Vltavou – Louny.